# Maud de Braose
Maud de Braose, även kallad Matilda de Braose, Moll Wallbee och Lady of La Haie, född 1155, död 1210, var en normandisk adelskvinna. 
Hon spelar en roll i walesiska legender och är känd för sin konflikt med kung Johan I av England. Hon är huvudperson i romanen Lady of Hay av Barbara Erskine från 1986.